# Yeda Brown
Yeda Brown (Bagé, 1945) é uma vedette e atriz brasileira que ganhou notoriedade na Espanha, durante as décadas de 1970 e 1980, por ser uma das primeiras mulheres transexuais com visibilidade na mídia. Foi considerada uma das musas de Salvador Dalí e da Transição Espanhola.

## Biografia
Brown nasceu em 1945 no município de Bagé, no estado de Rio Grande do Sul. Filha de um oficial do exército brasileiro que a obrigou a fazer o serviço militar, se mudou para o Rio de Janeiro em 1967.
Antes de residir na Espanha a partir de 1975 Yeda Brown tinha trabalhado como vedette nos cabarés parisinos Carrousel e Madame Arthur. Ela se estabeleceu em Barcelona e participou de um show no Salão Noturno de Barcelona. Por ter sido submetido a uma cirurgia de mudança de sexo em Bruxelas, chamou a atenção da imprensa e apareceu em revistas como Diez minutos ou Papillón, que se concentrava na técnica cirúrgica que era uma novidade na Espanha.
Entre 1977 e 1978 ela continuou sua carreira artística de sucesso em vários teatros e teatros espanhóis, sendo a primeira figura em muitos espetáculos e compartilhando a conta com personagens como Paco España. Ao mesmo tempo, ela combinou sua carreira de vedette com aparições em filmes. Ela apareceu em El transexual (1977) pelo diretor José Jara, o primeiro filme que mistura documentário e ficção sobre o tema da transexualidade no cinema espanhol, no qual ela se limitou a dar seu testemunho. No ano seguinte realizou um papel secundário em Rostos de Juan Ignacio Galván e protagonizada por Carmen Sevilla e Bárbara Rei. Em 1979 faz um breve aparecimento em História de S de Francisco Lara Polop. Além do cinema, Yeda foi capa de revistas eróticas da época, como Party, Pill, Garbo, Clímax ou Lib.
Na década de 1980 seus aparecimentos em imprensa eram mínimas, ainda que sua carreira em cabarés e teatros continuou. Desde 1989 residiu em Benidorm, onde foi a figura principal de importantes salas do município alicantino. Em 1996 foi agredida por um aposentado de Extremadura que foi a um de seus shows, que mordeu seu seio enquanto Yeda apertava seu peito contra o rosto do agressor como parte do espectáculo.
Na década de 1990 Yeda era regular em programas de televisão e talk shows noturnos sobre transexualidade em programas como Parle vosté, rua vosté, Querida Carmen, El programa de Ana, Aqui se discute ou Esta noche cruzamos el Mississippi.
Em 2012, Yeda Brown voltou para seu país natal, e em 2016, graças à colaboração do Núcleo de Prática Jurídica da FACHA, conseguiu que o Estado brasileiro reconhecesse sua identidade de gênero em sua Carteira de Identidade. Este processo foi narrado no documentário Yeda Brown - Efeito Borboleta.

## Filmografia
- El transexual (1977)
- Rostos (1978)
- História de S (1979)
- Yeda Brown - Efeito Borboleta (2017)